# Nantey
Nantey foi uma comuna francesa na região administrativa de Borgonha-Franco-Condado, no departamento de Jura. Estendia-se por uma área de 6,5 km². Em 2010 a comuna tinha 75 habitantes (densidade: 11,5 hab./km²).
Em 1 de janeiro de 2016, passou a formar parte da comuna de Val-d'Épy.